# Afrodite Kallipygos
Afrodite Kallipygos (grekiska för 'Afrodite med de vackra skinkorna'), Venus Kallipygos eller Venus Callipyge är en antik romersk staty som avbildar en halvklädd stående kvinna, som i en anasyrma-pose drar upp sin klädnad upp över sina skinkor och blottar dem, samtidigt som hon ser ned på sin bakdel över axeln. Den nu bevarade romerska marmorstatyn förvaras i Museo Archeologico Nazionale di Napoli och är daterad till den sista århundradet f.Kr., men det tros vara en kopia av en grekisk bronsstaty från 300-talet f.Kr. 
Statyn identifieras traditionellt med Afrodite-Venus, men detta är inte bekräftat. Den associeras med en legend ur Athenaeus Deipnosophists om två systrar i Syrakusa på Sicilien, som var berömda för sina vackra bakdelar, och till vars ära ett tempel åt Afrodite grundades av deras makar i Syrakusa, där det också ska ha funnits ett tempel åt Aphrodite Kallipygos. 

## Skulptur av Sergel
Ulla von Höpken avbildades år 1779 av den svenske skulptören Johan Tobias Sergel på Gustav III:s beställning, och stod då modell för Venus Kallipygos. Statyn kom sedan till Nationalmuseum i Stockholm.